# Списък с епизоди на „Лятна ваканция“
По-долу се намира списъка с епизоди на израелския тв сериал Лятна ваканция.

## Сезон 1 (2014)
№ 
1 (1) Лятото дойде – 18 август 2014
Когато Елинор, Тамар и Дафи разбират, че най-добрата им приятелка, Дана се мести за 3 години в Милано, те ѝ обещават да се видят колкото се може по-скоро. Тамар започва да се грижи за кучетата в блока, но след като едно от тях чупи саксия в коридора, тя е уволнена. Дафи започва да свири на улица, заедно с приятеля си Том, но не получават много пари. Елинор отива на интервю в Milk Shake. Междувременно семейството на Гур идва в блока. Той отива на интервю в Milk Shake,където се среща с Елинор, която тайно започва да си пада по него. Тя разбира, че той няма да работи в заведението, защото трябва да гледа по-малкия си брат. Елинор моли уволнената Тамар, да стане детегледачка на по-малкия брат на Гур, за да може той да приеме работата. Дафи и Том пробват отново с версия на Том и са забелязани от Шарон Деган, продуцент на млади музикални таланти, които правят мелодии за телефони. Том иска да работи за нея, докато Дафи е твърдо решена да не променя стила си. Когато Гур вижда Тамар в апартамента двамата се влюбват един другиму. Дали Елинор и Тамар ще разберат, че харесват едно и също момче?
2 (2) Момчето, което харесвам – 19 август 2014
Братовчедката на Тамар, Карин идва в Израел за лятото. Тя е много капризна. През това време Елинор и Гур започват работа. Гур пита какво харесват момичетата. Елинор решава, че той също се е влюбил в нея, но греши защото, подаръкът е за Тамар. Том се уговаря с Шарон да се срещнат. Тамар губи Карин от погледа си и заедно с приятелките си започват да я търсят. Накрая се прибират в апартамента и разбират, че Карин се е върнала преди няколко часа. В коридора те срещат Гур. Той подарява дневника, който е купил на Тамар, което разочарова Елинор, но много радва Тамар. Дали приятелките ще си останат приятелки, или любовта ще ги направи врагове?
3 (3) Любов и разочарование – 20 август 2014
Тамар трябва да си купи нов бански за първия ѝ урок по сърф с Гур. През това време Елинор става все по-разстроена. Без да искат те събуждат и Карин. Те тръгват на пазар. Междувременно, Том говори с Шарон. Тя му казва, че е слушала песните му и много е харесала една от тях и иска да го запознае с един музикант. Дафи му се подиграва, че само говори за Шарон Деган, но когато разбира, че „музикантът“, за който говори Шарон не е друг, а любимият ѝ музикант тя моли Том да я включи в проекта. Карин къса банския на Тамар и трябва да ходи със стар. Гур и Тамар все повече се харесват. Когато момичетата се срещат в Milk Shake Дана се обажда на Елинор. Тя ѝ разказва, какво се случило, но без да искат Тамар и Дафи чуват разговорът и отиват там. Вече нищо не е тайна. „Момчето“ е разкрито. Какво ще избере Тамар – любовта или приятелството?
4 (4) Видео игри, концерти и тайни – част 1 – 21 август 2014
Момичетата искат да отидат на концерт на своя любим музикант Дил Ла Хав, но той струва много пари и те молят Том да попита дали може Шарон да им предостави безплатни пропуски и ВИП среща с Дил. Шарон им предоставя 4 безплатни билета. Родителите на Тамар я молят да ходи навсякъде с Карин, заради нейното „тежко“ минало. Карин иска да отиде на концерта с тях и Том (който започва да изпитва увлечение по нея) дава своя билет на нея. Карин обаче иска много неща и те изпускат автобуса. През това време Том играе на видео игри с Гур, когато идва и старият приятел на Гур. Той споменава за четириетажна къща, когато Гур го спира. В Milk Shake приятелките и Карин срещат Гур, с който Тамар отива на плажа. Той се опитва да я целуне, но не успява. Но какво крие Гур и защо не иска да каже на приятелите си?
5 (5) Изненадата на Гур – част 2 – 22 август 2014
Момичетата искат Карин да се върне в САЩ.Те отиват на нейния компютър и пишат от името на момче, което я харесва, че много иска да се върне в Лос Анджелис. Том и Дафи отиват при Шарон. Там те срещат Дил Ла Хав. След като оставят Шарон сама с Дил той ѝ казва, че мисли, че Том няма да пробие, а Шарон му казва, че не е изритала Том заради Дафи (мисли, че тя има голям талант). Елинор предлага на шефа си всяка седмица да правят купон, за да задържат младите в заведението. В резултат шефа я повишава. Тамар и Дафи разбират, че Карин не си тръгва, а остава в Израел. Карин иска да покаже на Тамар, че Елинор също си пада по него. Гур иска да направи изненада на Тамар, но след като тя разбира, че приятелката ѝ страда, Тамар решава да сложи край на връзката си с Гур. Но дали Тамар ще го направи?Каква е изненадата на Гур?
6 (6) Лъжи и пазари – 25 август 2014
Тамар запознава Карин с Дана. Дафи започва да разпитва Тамар за Изненадата на Гур, но Тамар казва, че Гур я държи в напрежение до последно. Елинор се ядовса и моли да сменят темата. Ели казва на момичетата, че отварят ново заведение пред Milk Shake и трябва да направи някакво събитие, за да запазят клиенти. Карин предлага да направят пазар за използвани вещи. Гур отива на терасата при Тамар и момичетата и я моли да поговорят. Гур мисли, че Тамар е дистанцирана от него, но тя се оправдава с това, че е много заета с прослушването. Докато Карин, Елии Дафи взимат дрехи за пазара, Том влиза при тях с добрата новина, че той и Дафи са подписали договор с Шарон. Трябва да отидат запишат тяхна песен, но Дафи отказва, защото трябва да помага на Ели и Карин за пазара. Но Елинор се съгласява Дафи да отиде. Междувременно, Тамар не знае как да скъса с Гур, за да спаси приятелството си с Ели. Карин я съветва да го зареже колкото се може по-скоро. Карин пита Тамар какво ще продаде, но Тамар отвръща, че не знае какво. Карин отркрива една блуза, но Тамар не може да я продаде, защото е подарък от Ели и Дафи за рождения ѝ ден. Хрумва ѝ да направи наречената от нея „Бяла лъжа“ т.е. да продаде блузата без Дафи и Ели да разберат. Междудругото, Шарон и планът ѝ да направи Дафи звезда има прогрес. По време на записването на песента, Шарон лека полека изкарва Том от запис. Ели предоставя на Тамар задачата да раздава листовки. Гур отива при Тамар на плажа, където тя къса с него. Когато случайни момичета харесват блузата на Тамар, тя се опитва да я продаде, момичетата се карат и Карин я дава на търг. Когато Ели вижда това, тя се ядосва, казва на Дафи и казва на Тамар, че е лъжкиня. Карин се застъпва за Тамар, като признава на Ели, че Тамар е зарязала Гур, заради нея!Какво ще стане с приятелството на Ели И Тамар?
7 (7) – 26 август 2014
8 (8) – 27 август 2014
9 (9) – 28 август 2014
10 (10) – 29 август 2014